# Polymixis venusta
Polymixis venusta là một loài bướm đêm trong họ Noctuidae.